# Blaesoxipha similis
Blaesoxipha similis är en tvåvingeart som beskrevs av Cantrell 1978. Blaesoxipha similis ingår i släktet Blaesoxipha och familjen köttflugor. Inga underarter finns listade i Catalogue of Life.